# Fignya
Fignya (лат.) — род из семейства слизневидок, описанный в 2009 году сотрудником Ульяновского педагогического университета А. В. Соловьёвым и основателем мюнхенского энтомологического музея Томасом Виттом по типовому виду F. melkaya, встречающемуся на территории Китая и Вьетнама (гора Фаншипан). Название происходит от русских слов «фигня» (поясняется как trifling) и «мелкий». Впоследствии в Синьцзяне был найден второй вид, F. ravalba, отличающийся более бледной окраской (от лат. ravus и albus).

## Описание
Бабочки небольшого размера: размах крыльев у самцов 18—19 миллиметров. Род отличается от других слизневидок строением мужских гениталий (с одним ункусом без отростков, направленным апикально). Усики обоих полов нитевидные, губные щупики слегка загнуты кверху.

## Виды
Этот род включает следующие виды:
- Fignya brachygnatha (Wu & Fang, 2008)
  - =Kitanola brachygnatha Wu & Fang, 2008[3]
- Fignya melkaya Solovyev & Witt, 2009[1]
- Fignya ravalba Wu & Solovyev & Han, 2022[2][4]
- Fignya qiana Wu & Han, 2024[5]
- Fignya samkosa Wu & Han, 2024
- Fignya trigonum Wu & Han, 2024